# Przesmykowszczyzna
Przesmykowszczyzna (biał. Прасмыкаўшчына, Prasmykauszczyna; ros. Просмыковщина, Prosmykowszczina) – wieś na Białorusi, w obwodzie mińskim, w rejonie nieświeskim, w sielsowiecie Nieśwież, przy drodze republikańskiej R54.

## Historia
W XIX i w początkach XX w. zaścianek położony w Rosji, w guberni mińskiej, w powiecie słuckim, w gminie Howiezna. Należał do ordynacji nieświeskiej Radziwiłłów.
W dwudziestoleciu międzywojennym leżała w Polsce, w województwie nowogródzkim, w powiecie nieświeskim.
Po II wojnie światowej w granicach Związku Sowieckiego. Od 1991 w niepodległej Białorusi.